# Isla Catalina
Die etwa 9 km² große Insel Isla Catalina, von der indigenen Bevölkerung auch Toeya genannt, liegt im Osten der Dominikanischen Republik ca. 3 km südwestlich des Festlands zwei Kilometer südlich der Küstenstadt La Romana. Sie weist einen annähernd dreieckigen Grundriss auf. Sie ist jedoch Teil der weiter östlich gelegenen Provinz La Altagracia und gehört dort zum Bezirk Bayahibe der Gemeinde San Rafael del Yuma.
Die Insel ist unbewohnt. An ihrer Westküste befinden sich Badestrände, die häufig von Touristenbooten angesteuert werden.